# Пітергед
Пітерге́д (англ. Peterhead, шотл. Peterheid, шотл. гел. Ceann Phàdraig) — місто на північному сході Шотландії, в області Абердиншир.
Населення міста становить 18 577 осіб за переписом 2011 року.

## Відомі уродженці
- Джеймс Френсіс Едвард Кейт
- Джеймс Нівен
- Джордж Кінг (1840 - 1909) — британський ботанік.